# 東京スポーツ文化館
東京スポーツ文化館（とうきょうスポーツぶんかかん）は、東京都江東区夢の島の夢の島公園内に所在するスポーツと文化の施設。通称：BumB（ブンブ）。

## 概要
「東京都立夢の島総合体育館（とうきょうとりつゆめのしまそうごうたいいくかん）」を改修、増築するPFI事業により2004年3月31日に開館した。それまでのスポーツに加えて文化・学習、宿泊などの施設も備えた「東京スポーツ文化館」として生まれ変わった。
管理・運営は大林組、セノー、ゼクタの共同事業体である「PFI区部ユース・プラザ株式会社」。施設の業務はコナミスポーツに委託されている。

## 施設

### スポーツゾーン
- メインアリーナ
  - 面積 - 1,410m2
  - 利用可能 - バスケットボール、バレーボール、マーチングバンド練習など
  - 観客席 - 589席
- サブアリーナ
  - 面積 - 490m2
  - 利用可能 - バドミントン、卓球、マーチングバンド練習、バスケットボール練習など
- フットサルコート（人工芝3面、36m×18m）
- アーチェリーフィールド
- 屋内温水プール
  - 25mプール（7コース、水深1.2 - 1.4m）
  - 初心者用プール（水深0.8 - 1.0m）
  - 幼児用プール（水深0.4 - 0.6m）
  - ウォータースライダー（夏季）
- 柔道場
  - 面積 - 220m2
- 剣道場
  - 面積 - 220m2
- フィットネスジム
- マルチスタジオ
  - 面積 - 220m2

### 文化・学習ゾーン
- マルチホール
- アクターズスタジオ
- ミュージックスタジオ
- クリエーションスペース

### 宿泊ゾーン
- 宿泊ルーム
- バスルーム

### パブリックゾーン
- レストラン

## 交通アクセス
JR京葉線・東京メトロ有楽町線・りんかい線「新木場駅」下車徒歩10分

## 備考
- 当館におけるプロレス興行はサブアリーナを使用することが多いが、アイスリボンやナイトメアなどはアリーナではなくマルチスタジオを使用した。

## 夢の島総合体育館
東京都立夢の島総合体育館はかつて東京都江東区夢の島に所在した屋内スポーツ施設である。
1976年開館。
旗揚げ間もないFMWが1990年6月に大仁田厚とターザン後藤のノーピープルマッチを決行し、FMWの方向性を植えつけた場所として知られる。
老朽化のため改修され、2003年閉鎖。東京スポーツ文化館にリニューアルされた。
施設概要
- 第1体育室
- 第2体育室
- 第3体育室
- 剣道場
- 柔道場
- 相撲場
- 洋弓場
- 屋内プール